# Controller
Controller, eller styrekonom, är en ekonom med inriktning på verksamhetsstyrning, huvudsakligen med hjälp av ekonomiska mått. Controllerns yrkesroll varierar beroende på den aktuella organisationens behov, men innehåller ofta analys av nyckeltal, organisations-, affärs- och logistikfrågor. Controllern ses åtminstone i Sverige som en resurs för ledningen och kan sitta i ledningsgrupp eller motsvarande. 

## Ursprung och historia
Den särskilda controllerrollen skapades först i de amerikanska järnvägsbolagen under 1800-talet, i takt med att de fick ett större behov av att följa upp interna händelser. Ordet stavades i början ofta comptroller. 
Under 1920- och 1930-talen utvecklade många företag budgetering och budgetuppföljning. I samband med detta förändrades controllerns roll från registrering och sammanställning av det som hänt. I den nya rollen blev controllern uttolkare, rådgivare, problemlösare och den som gav tidiga varningssignaler. Intresset för controllingfunktionen var dock fortfarande svagt i Europa vid denna tid. 
Först på 1970-talet ökade intresset i Europa. Behovet av controllerfunktionen har ökat bland annat beroende på en ökad decentralisering, som medför ett behov av information till flera nivåer. Krav på grund av ökad internationell konkurrens, ökat medbestämmande och krav från intresseorganisationer och myndigheter har bidragit till denna utveckling.

## Arbetsuppgifter
Controllerns huvudsakliga arbetsuppgifter är att analysera, att följa upp resultat, att bevaka lönsamheten, att se till företagets inre effektivitet samt att medverka i utveckling och skötsel av företaget. Uppgifterna och placeringen i organisationen varierar starkt beroende på organisationens behov och ledningsfilosofi. Oftast rapporterar controllern direkt till enhetens chef; en divisionscontroller rapporterar till divisionschefen etc., men controllern kan också rapportera direkt till ekonomichefen. Controllers finns i många företag, men förekommer också i statlig förvaltning och i kommuner.
Arbetsuppgifterna innehåller i regel budgetering, budgetuppföljning, andra periodiska rapporter, prognoser, lönsamhetsuppföljningar, analyser, granskning av investeringsärenden och utveckling av rutiner och system. Utredningar är också en mycket vanlig arbetsuppgift. Controllern deltar ibland i arbetet med redovisning och bokslut.   
Controllern använder data från bokföringen, men minst lika viktigt är uppgifter från andra källor såsom personalsystem, produktionssystem och uppgifter som hämtas in separat. Analysen av dessa uppgifter kräver god kunskap om datasystem och god analytisk förmåga. En viktig del av arbetsuppgifterna är också att förmedla uppgifterna inom organisationen och att påverka att analyserna leder till förändring i önskad riktning. I detta ligger att vara diskussionspartner till chefer och andra beslutsfattare. Yrkesrollen kräver därför också pedagogisk förmåga och ledarskap.
Ibland får controllern uppgifter som ligger klart utanför det som är traditionellt arbete för en ekonomiavdelning, till exempel mer omfattande utredningar om produkters utvecklingsmöjligheter. 
Controllern har i Europa en något mer specialiserad yrkesroll än i USA, där controllern också kan ha ansvar för externredovisning, kassaflöde, internrevision m.m.

## Andra controllerroller
En business controller (affärsekonom) är en controller med mycket stark inriktning mot styrning av företagets affärer och marknadsföring, alltså mot gränssnittet mellan företaget och marknaden. Uppföljning av konjunkturer och nya lagars inverkan på företaget kan ingå i uppgifterna. Accounting controller liknar mer befattningen redovisningschef. Dessutom förekommer mer och mer efterledet -controller i befattningar som inte gäller ekonomi, som till exempel personalcontroller och kvalitetscontroller. Dessa yrkesroller kan variera starkt, men beteckningen controller brukar indikera att rollen innehåller analys och rådgivning.